# Sách giáo trình
Giáo trình là hệ thống chương trình giảng dạy của một môn học.
Nó là tài liệu học tập hoặc giảng dạy được thiết kế và biên soạn dựa trên cơ sở chương trình môn học.
Mục đích để làm tài liệu giảng dạy chính thức cho giáo viên, hoặc làm tài liệu học tập chính thức cho học sinh, sinh viên.
Tính chất của giáo trình phải bám sát chương trình đào tạo, đảm bảo tính hệ thống, tính ứng dụng, tính cơ bản, tính chính xác và tính cập nhật về nội dung khoa học của môn học.